# Culicoides germanus
Culicoides germanus är en tvåvingeart som beskrevs av John William Scott Macfie 1940. Culicoides germanus ingår i släktet Culicoides och familjen svidknott.
Artens utbredningsområde är Guyana. Inga underarter finns listade i Catalogue of Life.